# Tunturi

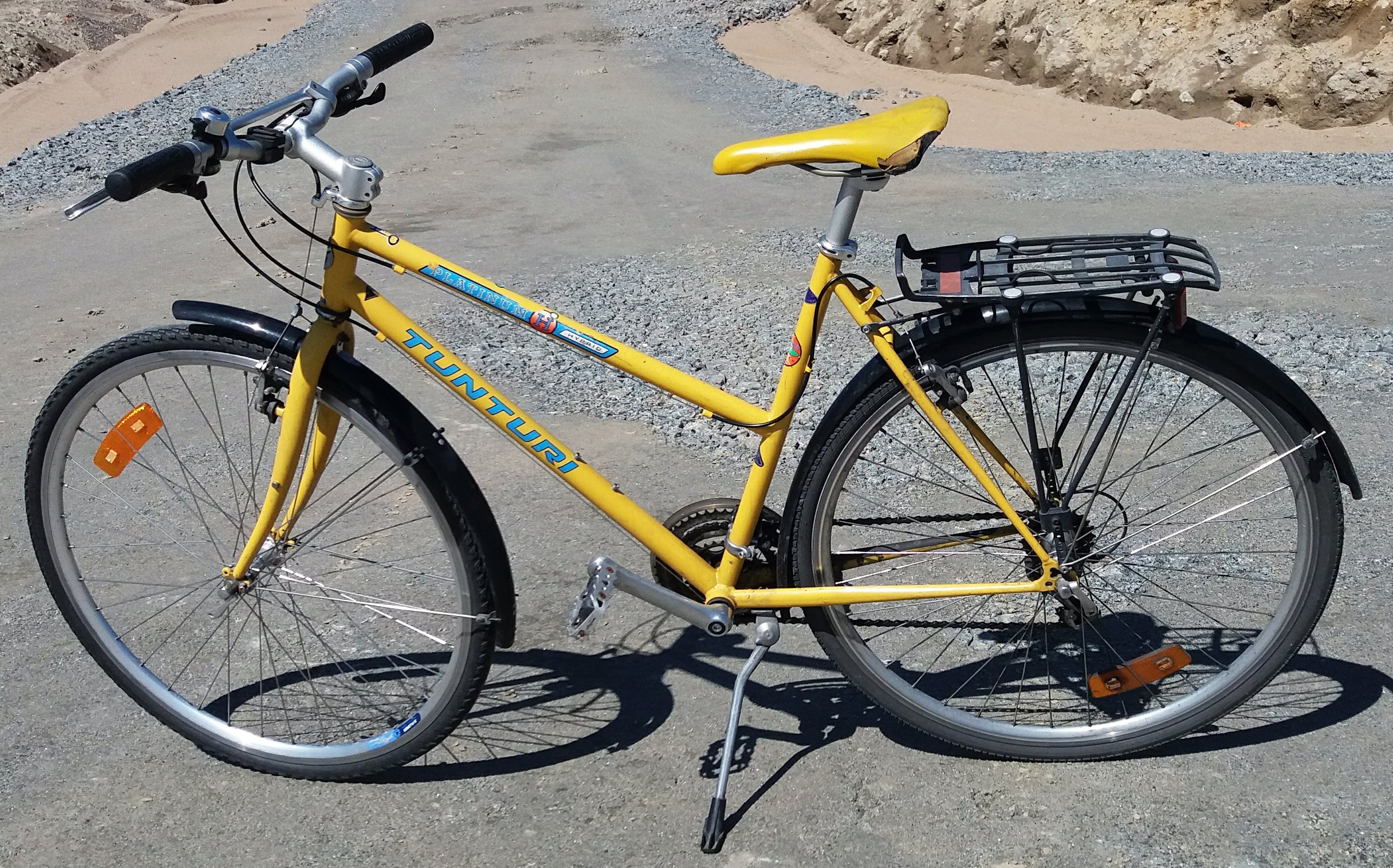
Tunturi fiets

Tunturi is een Fins bedrijf, dat in 1922 in Turku werd opgericht door de broers Aarne en Eero Harkke, als reparatiebedrijf voor voornamelijk fietsen. Daarnaast assembleerden zij fietsen uit onderdelen van het Britse "High Land", en brachten die op de Finse markt. Later in de jaren twintig produceerden zij de onderdelen zelf, en besloten een echt 'Fins' merk op de markt te zetten. Het Engelse "High Land" werd vertaald in het Fins, en Tunturi was een feit.
Nog voor de Tweede Wereldoorlog werd de productie uitgebreid naar goederenwagons, transportkarren en buggies voor paardenraces. Tijdens de oorlog fabriceerde Tunturi tevens fietsen voor mensen met een handicap.
In de jaren vijftig ging het het bedrijf voor de wind, en in 1951 werd een nieuwe fabrikagehal geopend, waar men motorfietsen ging produceren. Als gevolg van de groeiende populariteit van de bromfiets besloot men echter in 1956 bromfietsen te gaan maken, en werd de productie van motorfietsen stopgezet. Een van de meest populaire bromfietsmodellen zou de Tunturi Pappa worden. De bromfietsen bleven tot het begin van de jaren negentig in productie. Ze hadden Puch-tweetaktmotoren.
Halverwege de jaren zestig zocht men naar een productlijn die de seizoensinvloeden rond bromfietsverkopen kon compenseren, en werd besloten fitnessapparatuur te maken. De eerste fitnessfiets verscheen in 1969 en deze productlijn werd gedurende de jaren zeventig langzamerhand de belangrijkste omzetgroep voor Tunturi. Begin jaren negentig werd dan ook de productie van bromfietsen stopgezet, en sindsdien worden alleen nog fietsen en fitnessapparaten gemaakt. 
De bedrijfsnaam werd in 1998 gewijzigd in Tunturi Oy Ltd, en in 2003 nam het Nederlandse Accell Group het bedrijf over. Medio 2014 verkocht Accell de fitnessactiviteiten, zonder een verkoopsom te noemen, aan een groep investeerders. Dit bedrijfsonderdeel stond al langere tijd in de verkoop. De activiteiten gaan verder onder de naam Tunturi New Fitness. De omzet uit de fitnessactiviteiten bedroeg in 2013 zo'n 18 miljoen euro.